# Cornetti alla crema
Cornetti alla crema (pt: Cornetos com Chantilly) é um filme italiano de 1981, dirigido por Sergio Martino.
Estreou em Portugal a 17 de Fevereiro de 1982.

## Sinopse
Domenico Petruzzelli (Lino Banfi) é um alfaiate de Roma, especializado em roupas para o clero. Vive com a mulher Elena (Milena Vukotic) e o filho Aristide (Filippo Evangelisti), gordo e desajeitado. O seu melhor amigo é o vizinho Gabriele Arcangeli (Gianni Cavina), um playboy que troca de mulher todos os dias. Durante uma viagem de trabalho, Domenico conhece a bela Marianna (Edwige Fenech), que anda a fugir a um violento namorado, Ulrico (Maurizio Tocchi). Domenico apresenta-se com o nome do amigo, Gabriele, e faz-se passar por solteiro. Poucos dias depois de voltar a casa, Domenico recebe um telefonema de Marianna, que está de passagem por Roma e quer passar uma noite com ele. Domenico toma de empréstimo a casa do amigo, que aproveita para lhe seduzir a mulher, Elena. A chegada de um cardeal e do seu secretário e da mãe de Marianna acompanhada pelo terrível Ulrico, serão fatais para Domenico.

## Elenco
- Lino Banfi: Domenico Petruzzelli
- Edwige Fenech: Marianna
- Gianni Cavina: Gabriele Arcangeli
- Marisa Merlini: madre di Marianna
- Milena Vukotic: Elena
- Armando Brancia: Eminenza
- Maurizio Tocchi: Ulrico
- Filippo Evangelisti: Aristide
- Luigi Leoni: Don Giacinto
- Salvatore Jacono: Il portiere del palazzo
- Michela Miti: Una Squillo